# 2015 au Vatican
Chronologie du Vatican
- 2011
- 2012
- 2013
- 2014
- 2015
- 2016
- 2017
- 2018
- 2019

## Administration
- Pape : François
- Président du Gouvernorat : Giuseppe Bertello
- Camerlingue de la Sainte Église romaine : Jean-Louis Tauran
- Cardinal secrétaire d'État : Pietro Parolin

## Chronologie

### Janvier 2015

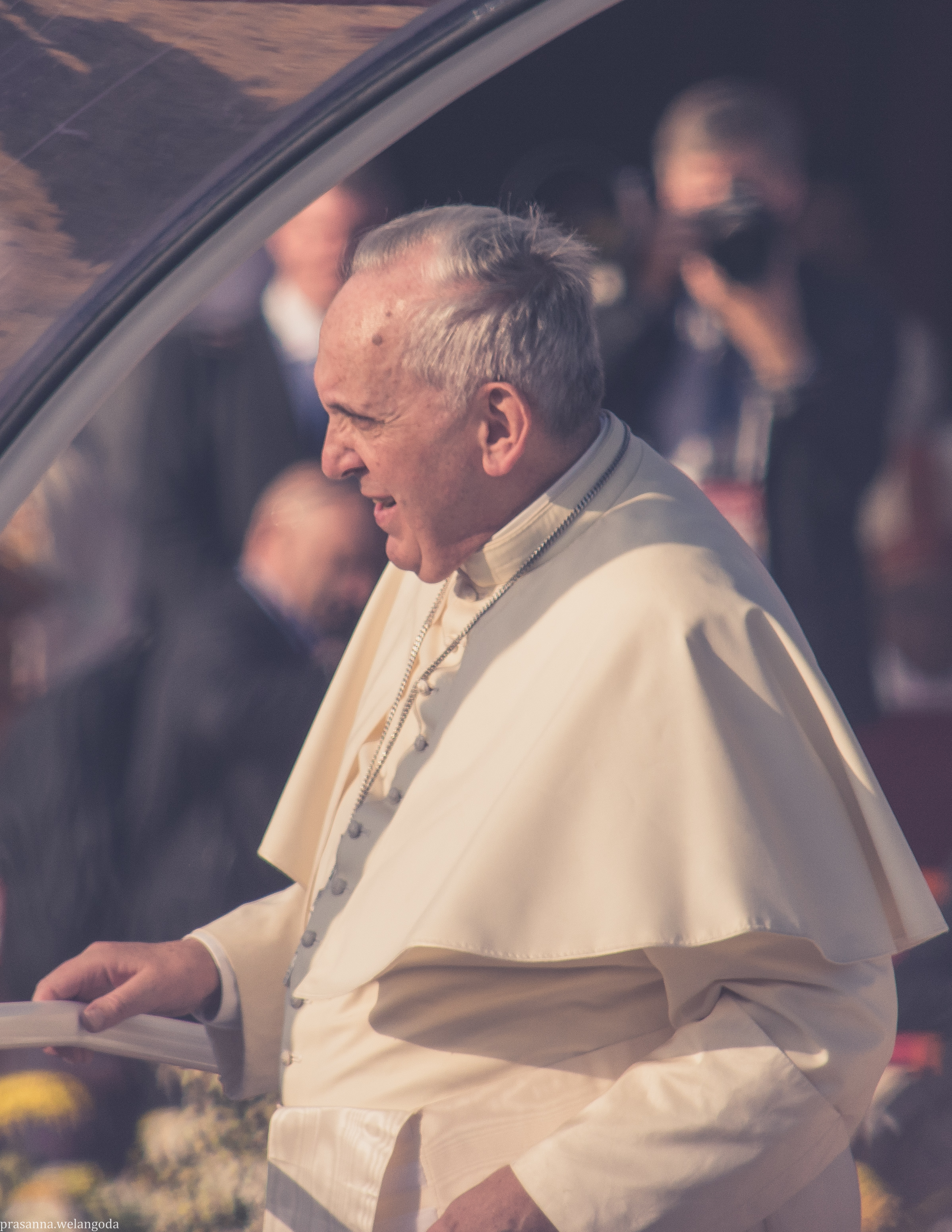
Le pape François au Sri Lanka

- Dimanche 4 janvier : annonce par le pape François des noms des 15 cardinaux électeurs et des 5 non-électeurs qui seront créés lors du consistoire du 14 février[1].

La lettre envoyée par le pape à chaque futur cardinal et rendue publique le 23 janvier, au sujet de leur création future rappelle au nouveau cardinal que sa création est l'appel à un nouveau service. Revenant sur l'humilité nécessaire à cette création cardinalice exprimée lors de la première création de cardinaux de son pontificat, il rappelle que la barrette est le signe de l'incardination de l'évêque au diocèse de Rome pour « apporter le témoignage de la Résurrection dans le Seigneur et le donner totalement, jusqu’au sang si nécessaire ».
- Mercredi 7 janvier : publication d'un document par le conseil pontifical "Justice et paix" sur la réponse à l'épidémie d'Ebola, avec une réponse médicale, et une réponse pastorale.
- Jeudi 8 janvier : nomination de Joël Mercier comme nouveau secrétaire de la congrégation pour le clergé[3].
- Mardi 13 au lundi 19 janvier : visite pastorale du pape François au Sri Lanka puis aux Philippines.
  - Jeudi 15 janvier : dans l'avion qui l'emporte du Sri Lanka aux Philippines, le pape accorde une conférence de presse, où il revient sur l'attentat en France de Charlie Hebdo en précisant que « on ne peut insulter la voix des autres », rappelant ainsi que selon lui la liberté d'expression ne doit pas offenser la liberté de religion[4].
- Lundi 19 janvier :
  - Érection sui iuris de l'Église métropolitaine érythréenne par démembrement de l'archéparchie d'Addis-Abeba avec à sa tête, l'archéparchie d'Asmara, et comme suffragants, les éparchies de Barentu, Keren et Segeneiti. La pape nomme comme premier archéparque métropolitain, Menghesteab Tesfamariam précédemment éparchie d'Asmara[5].
  - Érection de l'éparchie de Baher Dar-Dessie par démembrement de l'archéparchie d'Addis-Abeba, cette première devenant suffragante de cette dernière[5].
- Mercredi 21 janvier : dans le cadre de la démarche du traitement de recours d'ecclésiastiques accusés de Delicta Graviora (abus sur mineur), le cardinal secrétaire d'État Pietro Parolin promulgue au nom du pape un décret pontifical sous forme de rescrit créant au sein de la congrégation pour la doctrine de la foi une commission spéciale, composée de sept cardinaux et évêques, chargée du traitement de ces recours (la première instance étant traitée au niveau diocésain ou de l'ordre d'appartenance du religieux). Cette commission spéciale est instituée comme une instance de la session ordinaire de la Congrégation, la session ordinaire restant seule compétente si la personne incriminée a rang d'évêque[6],[7].
- Jeudi 29 janvier : est rendue publique, une décision prise par le pape François et envoyée aux nonces apostoliques le 12 janvier dernier, sur la remise des pallium en la solennité des saints Pierre et Paul. C'est le maitre des cérémonies : Guido Marini qui en détaille les changements, en effet, ce n'est plus le pape qui imposera le pallium sur le nouvel archevêque métropolitain, mais le nonce apostolique dans la cathédrale de l'archevêque. Les nouveaux archevêques continueront par contre à se rendre le 29 juin à Rome pour assister à la basilique Saint-Pierre de Rome, à la bénédiction des nouveaux pallium et recevoir en privé des mains du pape François le pallium pour se le voir imposer par la suite[8].
- Samedi 31 janvier : ratification par le pape François d'une partie de la liste des membres élus par les conférences épiscopales pour la session ordinaire des évêques du synode sur la vocation de la famille dans l'Église et le monde contemporain[9] prévu en octobre.

### Février 2015
- Mercredi 4 février : au cours de l'audience ordinaire dans la salle Paul VI, le pape lance un nouvel appel à la paix dans le conflit qui oppose le régime ukrainien et les indépendantistes pro-russes, qualifiant ce conflit de « scandale » et de « guerre entre les chrétiens ». Il demande à nouveau la reprise du dialogue pour restaurer la paix[10].
- Jeudi 5 février : dans une lettre adressée aux présidents des conférences épiscopales, le pape François explique ses motivations pour la création de la Commission pontificale pour la protection des mineurs, en réaffirmant notamment l'attitude que doivent observer tous les échelons de la hiérarchie de l'Église face à ces abus. Voulant donner un signe fort aux familles, il affirme que « la priorité ne pourra plus être donnée à aucun autre type de considération, de quelque nature que ce soit, comme par exemple le désir d’éviter le scandale, puisqu’il n’y a plus de place dans le ministère pour ceux qui abusent des mineurs ». Il demande à la fin de sa lettre que « les pasteurs et les responsables des communautés religieuses soient disponibles à rencontrer les victimes et leurs proches : il s’agit d’occasions précieuses pour écouter et pour demander pardon à ceux qui ont beaucoup souffert »[11].
- Samedi 7 février : nomination du nouveau commandant de la Garde suisse pontificale en la personne de Christoph Graf, jusque-là vice-commandant de cette même garde[12].
- Lundi 9 au mercredi 11 février : huitième réunion du Conseil des cardinaux. Cette réunion précède le consistoire convoqué à la fin de la même semaine pour présenter aux cardinaux l'état d'avancement de ses travaux. Outre la préparation des rapports à présenter lors du consistoire, les cardinaux ont travaillé sur le Conseil pontifical de la culture et sont revenus sur les questions liées aux moyens de communication du Saint-Siège ainsi que sur les statuts, en cours de finalisation, du secrétariat et du conseil pour l'économie[13].
- Jeudi 12 et vendredi 13 février : consistoire extraordinaire pour présenter aux cardinaux l'état d'avancement des travaux du C9.
- Samedi 14 février : consistoire ordinaire public pour la création de nouveaux cardinaux[14].

- Jeudi 19 février : rencontre annuelle du pape avec le clergé de Rome.
- Samedi 21 février : visite officielle de la chancelière d'Allemagne Angela Merkel auprès du pape suivi d'une audience auprès du cardinal secrétaire d'État afin d'évoquer la prochaine réunion du G7 qui aura lieu en Allemagne[15].
- Dimanche 22 au vendredi 27 février : exercices spirituels de carême du pape et des membres de la Curie romaine à Ariccia, non loin de Rome[16]
- Lundi 23 février : signature par le pape François du décret autorisant la proclamation de saint Grégoire de Narek comme nouveau docteur de l'Église catholique.

### Mars 2015

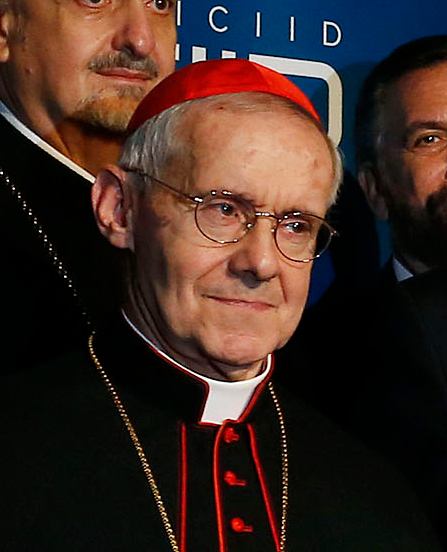
Cardinal Jean-Louis Tauran, nouveau camerlingue de la Sainte Église romaine

- Mardi 3 mars : publication des statuts du Secrétariat pour l'économie, du Conseil pour l'économie et du service du Réviseur général. Ces statuts ont été approuvés ad experimentum sous la forme d'un motu proprio par le pape le 22 février et sont exécutoires à compter du 1er mars[17],[18].
- Lundi 9 mars : prestation de serment du cardinal Jean-Louis Tauran comme camerlingue de la Sainte Église romaine au cours d'une célébration en la chapelle Urbain-VIII du Palais apostolique[19].
- Vendredi 13 mars : annonce par le pape d'un Jubilé de la Miséricorde donnant lieu à une année sainte extraordinaire qui commencera le 8 décembre en la solennité de l'immaculée Conception et se terminera le 20 novembre 2016 en la fête du Christ Roi[20].
- Vendredi 20 mars:
  - Réorganisation de l'Église grecque-catholique hongroise par élévation de l'éparchie de Hajdúdorog en éparchie métropolitaine sui iuris avec comme suffragants l'éparchie de Miskolc, précédemment exarchat apostolique et l'éparchie de Nyíregyháza nouvellement créée par démembrement de l'éparchie de Hajdúdorog.
  - Acceptation par le pape François, « au terme d'un long parcours de prière », de la renonciation du cardinal Keith O'Brien « à ses droits et prérogatives cardinalices »[21]. En conséquence, il ne pourra plus être convoqué à Rome en cas de consistoire ou de conclave, n'est plus membre d'aucun dicastère romain et ne peut plus conseiller le pape, mais garde, formellement, le titre de cardinal[22].
- Jeudi 26 mars: Érection de l' éparchie syro-malankare Saint Jean Chrysostome de Gurgaon et de l'exarchat apostolique syro-malankare Saint Éphrem de Khadki. Ces deux juridictions organisent l'église catholique syro-malankare respectivement dans les états du Nord et du Sud de l'Inde, en dehors des territoires propres de cette Église[23].
- Mardi 31 mars : nomination du cardinal Giuseppe Versaldi, jusqu'alors président de la préfecture pour les affaires économiques du Saint-Siège à la tête de la congrégation pour l'éducation catholique[24]. Il y remplace le cardinal Zenon Grocholewski atteint par la limite d'âge. Celui-ci était le dernier préfet de congrégation nommé par Jean-Paul II encore en fonction.

### Avril 2015
- Mercredi 1er avril : signature d'une convention entre le Saint-Siège représenté par Paul Richard Gallagher et l'Italie représentée par Pier Carlo Padoan portant sur des accords fiscaux. Cette convention prévoit la taxation des revenus financiers des instituts religieux déposants des fonds au Vatican[25].
- Samedi 11 avril : proclamation officielle de l'Année sainte 2016 et du jubilé de la Miséricorde par la présentation de la bulle d’indiction promulguée par le pape François[20]. Des extraits de la bulle sont lus par le régent de la Maison pontificale Leonardo Sapienza devant la Porte Sainte de la basilique Saint-Pierre, en présence du pape et de représentants de l'Église dans le monde à qui la bulle est également remise[26].

- Dimanche 12 avril : dimanche de la divine Miséricorde
  - Proclamation comme nouveau docteur de l'Église de saint Grégoire de Narek par le pape François, en présence de Nersès Bédros XIX Tarmouni, patriarche de Cilicie des Arméniens catholiques, des catholicos de l'Église apostolique arménienne, Garéguine II, patriarche suprême et catholicos de tous les Arméniens, et Aram Ier, catholicos de la Grande Maison de Cilicie ainsi que du Président arménien Serge Sargsian.
  - Rappel de l'ambassadeur turque près le Saint-Siège par son pays à la suite des propos tenus par le pape François lors de la messe en la basilique Saint-Pierre, en effet il a pour la première fois solennellement utilisé le terme de "génocide" pour qualifier le massacre des arméniens au début du XXe siècle[27].
- Lundi 13 au mercredi 15 avril : neuvième réunion du Conseil des cardinaux avec au programme de cette session la réorganisation des moyens de communication et la réunion de certains conseils pontificaux au sein de deux nouvelles congrégations[28].
- Mardi 28 avril : visite de Ban Ki-moon, secrétaire général de l'Organisation des Nations unies, à l'occasion de la conférence internationale Protéger la planète, rendre digne l’humanité, organisée par l’Académie pontificale des sciences. Cette visite a été marquée par une rencontre privée entre le secrétaire général et le pape[29].
- Jeudi 30 avril : création d'une commission pour les médias du Vatican par le pape François sur proposition du conseil des cardinaux dans le but d'utiliser le rapport final du « Vatican Media Committee » et de proposer des réformes pour les médias[30].

### Mai 2015

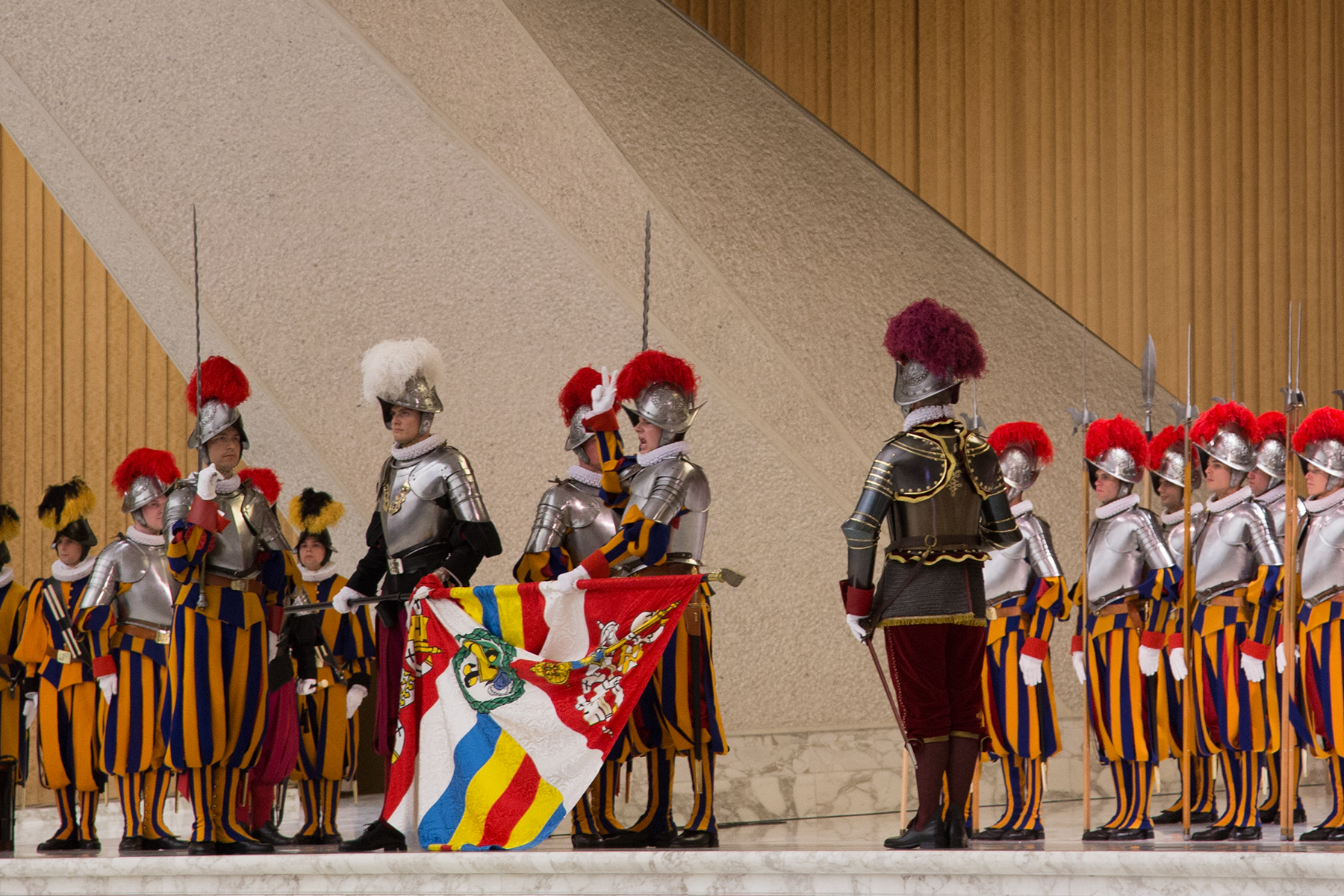
Prestation de serment d'une recrue de la Garde suisse

- Lundi 4 mai : audience des membres de la Garde suisse pontificale et de leurs familles à l'occasion de l'assermentation des nouveaux gardes, leur rappelant l'importance de leurs gestes de gentillesse et de compétences vis-à-vis des personnes venant au Vatican est un « manifeste » du Saint-Siège[31].
- Mardi 5 mai : présentation officielle du logo pour le Jubilé de la miséricorde et de sa devise « Miséricordieux comme le père »[32].
- Vendredi 8 mai : publication des statuts provisoires de la Commission pontificale pour la protection des mineurs, par le cardinal secrétaire d'État Pietro Parolin par mandat pontifical. Les statuts composés de six articles définissent la nature de la commission et les méthodes de travail qu'elle devra utiliser, ils précisent en outre que la commission est composée au maximum de 18 personnes nommées pour trois ans et que leur travail est soumis au secret professionnel[33].
- Dimanche 10 mai : visite officielle du président cubain Raúl Castro au Vatican pour avoir un entretien privé avec le pape François, au cours duquel il l'a remercié pour sa contribution en faveur du rapprochement entre Cuba et les États-Unis. À la fin de l'entretien, il a exprimé son admiration pour le pape et son désir de revenir progressivement vers la foi catholique notamment en participant aux messes que célèbrera le pape François lors de son voyage à Cuba[34].
- Samedi 16 mai : visite officielle du président palestinien Mahmoud Abbas à l'occasion de la fin des travaux de la commission bilatérale entre le Saint-Siège et la Palestine pour conclure d'un nouvel accord entre ces deux entités avec notamment la reconnaissance officielle de l'État de Palestine par l'Église catholique et la reconnaissance juridique de celle-ci dans les territoires palestiniens. Cet accord renforcera ainsi l'accord déjà signé en 2000[35].
- Dimanche 17 mai : canonisation des quatre religieuses Mariam Bawardi, Marie-Alphonsine Ghattas, Jeanne-Émilie de Villeneuve et Marie Christine de l'immaculée en présence de délégations étrangères, notamment le président palestinien Mahmoud Abbas et le ministre français de l'intérieur Bernard Cazeneuve. Au cours de la cérémonie, le pape définit les nouvelles saintes comme des « modèles de sainteté, que l’Église nous invite à imiter »[36].
- Vendredi 29 mai : promulgation d'un Motu proprio par le pape François sur une réforme des statuts du fonds de pension au Vatican. Cette réforme est le fruit d'une réflexion accomplie par un comité d'expert présidée par le français Antoine de Salins. Le président du fonds n'est dorénavant plus le président de l'APSA mais une personne pouvant être un laïc nommé par le pape, pour un mandat de cinq ans. Le conseil est maintenant composé de quatre experts professionnels du secteur des retraites, de représentants des retraités et de membres nommés par les hautes autorités vaticanes[37].

### Juin 2015
- Vendredi 5 juin : nomination du premier Réviseur général, fonction instituée par le motu proprio Fidelis dispensator et prudens. Il s'agit d'un laïc, Libero Milone (en).
- Samedi 6 juin : visite du pape François à Sarajevo. Cette visite, 20 ans après la fin du conflit qui a ensanglanté la Bosnie-Herzégovine à partir de 1992, a pour objet la préservation de la paix dans une ville symbole du multiculturalisme. Dans un climat qu'il dépeint comme « une espèce de troisième guerre mondiale livrée par morceaux », le pape appelle à intensifier le dialogue inter-religieux, « condition indispensable pour la paix, et pour cette raison […] un devoir pour tous les croyants »[38].
- Lundi 8 au mercredi 10 juin : dixième réunion du Conseil des cardinaux. Les travaux du conseil couvrent de nombreux sujets. Pour la première fois, il travaille sur le préambule de la future constitution apostolique destinée à remplacer Pastor Bonus. Il entend le cardinal George Pell sur la mise en place des nouvelles instances financières. Est également approuvée par le conseil puis validée par le pape une proposition du cardinal Sean O'Malley visant à instituer, au sein de la Congrégation pour la doctrine de la foi, une nouvelle section judiciaire chargée de juger les évêques qui auraient manqué à leur devoir de dénonciation d'abus sexuels sur mineurs dont ils auraient eu connaissance. Le conseil examine et approuve également les conclusions du groupe de travail sur les médias qui propose d'intégrer, dans un délai de quatre ans, les différents services liés à la communication du Saint-Siège, en un dicastère unique. Enfin, le conseil a entendu un rapport sur l'encyclique Laudato si’ et les modalités de sa publication prévue le 18 juin[39].
- Jeudi 18 juin : Publication de l'encyclique Laudato si’ « sur la sauvegarde de la maison commune ».
- Dimanche 21 et lundi 22 juin: Visite de François à Turin à l'occasion de l'ostension du Saint-Suaire[40]. Trois jours après la publication de l'encyclique Laudato si’, le pape lance de nouveau un appel à dire « « non » à une économie du déchet » et au contraire à prêter attentions aux plus pauvres, aux plus faibles et aux migrants[41]. Ce voyage est aussi pour lui une occasion de retrouver ses racines piémontaises et de rencontrer une partie de sa famille résidant à Turin[42]. Le 22 juin, il se rend également dans un temple de l'Église évangélique vaudoise à Turin, où il demande pardon pour les persécutions commises dans l’histoire contre cette communauté[43].
- Mardi 23 juin : publication de l'instrumentum laboris pour la seconde session du synode des évêques sur la famille en octobre 2015, s'appuyant sur les travaux de la première session du synode des évêques sur la famille d'octobre 2014. Ce document propose un renforcement de la pastorale familiale de l'Église visant en particulier une meilleure préparation au mariage. Concernant les deux sujets les plus débattus en 2014, il encourage un meilleur accueil dans l’Église des divorcés remariés et entrouvre une porte vers leur accès aux sacrements, « sous certaines conditions ». Concernant la question des couples homosexuels, le document indique que l'on ne peut comparer les unions homosexuelles avec le mariage d'un homme et d'une femme mais il souligne aussi l'importance de « l'écoute dans le respect et la délicatesse » des personnes homosexuelles[44].
- Vendredi 26 juin : signature de l'accord global entre le Saint-Siège et l'État palestinien reposant sur l'accord de base signé par les deux parties le 15 février 2000. L'accord porte sur les « aspects essentiels de la vie et de l’activité de l’Eglise catholique en Palestine » , il est souligné par Gallagher comme une stimulation pour la paix, et mettre fin au conflit israélo-palestinien. L'accord a été signé par Paul Richard Gallagher secrétaire pour les Rapports avec les États et le ministre palestinien des Affaires étrangères Riyad Al-Maliki. Assistaient également pour l'occasion, le patriarche latin de Jérusalem Fouad Twal, le nonce apostolique Antonio Franco, le représentant près le Saint-Siège pour Israël (en) ainsi que d'autres personnalités[45].
- Samedi 27 juin : promulgation d'un motu proprio par le pape François instituant un Secrétariat pour la communication, fruit du travail du Conseil des cardinaux et ayant vocation à coordonner et à terme à réunir les différents organes du Saint-Siège impliqué dans la communication[46].
- Lundi 29 juin : remise du pallium aux nouveaux archevêques métropolitains.

### Juillet 2015
- Lundi 6 au dimanche 12 juillet : voyage apostolique du pape en Équateur, en Bolivie et au Paraguay. Après le Brésil en 2013, le pape se rend dans trois nouveaux pays d'Amérique du Sud du 6 au 12 juillet 2015. Suivant de peu la publication de l'encyclique Laudato si’, ce voyage dans trois des plus petits et des plus pauvres des pays du continent sud-américain, lui permet d'enchainer de nombreuses rencontres[47] et, au cours d'une tournée aux accents très politiques, de développer son enseignement sur des sujets qui lui sont chers, notamment l'écologie intégrale, respectueuse de la planète et de ses habitants, la lutte contre la corruption, la place des femmes dans la société et la défense d'une plus grande justice sociale[48].
- Samedi 25 juillet : élection du nouveau patriarche de Cilicie des Arméniens Grégoire Pierre XX Ghabroyan et reconnaissance le jour même par le pape François qui lui accorde la communion ecclésiastique[49]. Cette élection constitue l'aboutissement de l'assemblée du synode des évêques arméniens-catholiques tenue depuis le 14 juillet au couvent de Bzommar pour élire un successeur au patriarche Nersès Bédros XIX Tarmouni, décédé le 25 juin[50].

### Août 2015
- Jeudi 6 août : Érection de l'exarchat apostolique du Canada pour les fidèles de rite syro-malabar[51].
- Lundi 10 août : publication de la lettre du pape François instituant le 1er septembre comme Journée mondiale de prière pour la sauvegarde de la Création, rejoignant ainsi la pratique instituée par le patriarcat œcuménique de Constantinople[52]
- Vendredi 14 août : signature d'un accord entre le Saint-Siège et la République démocratique du Timor oriental à l'occasion du cinquième centenaire de l'évangélisation du Timor oriental. S'appuyant sur la contribution fondamentale de l'Église catholique au Timor, l'accord donne un statut juridique à celle-ci et fixe les règles de nombreux domaines de l’Église, notamment sur le mariage canonique[53].

### Septembre 2015
- Mardi 1er septembre : lettre du pape François à Rino Fisichella président du Conseil pontifical pour la promotion de la nouvelle évangélisation sur certains modalités concernant le Jubilé de la Miséricorde. Dans cette lettre le pape revient sur l'indulgence jubilaire pour ceux qui passeront les portes jubilaires en plus des conditions requises pour l'indulgence (sacrement de réconciliation, communion…), en précisant des modalités pour les personnes ne pouvant passer une de ces portes, notamment pour les prisonniers qui pourront utiliser la porte de leur cellule comme une Porte Sainte. Le pape accorde aussi pendant l'année sainte à tous les prêtres, la « faculté d’absoudre du péché d’avortement » pour les personnes ayant subi ou provoqué un avortement, sous réserve d'un repentir sincère. Enfin le pape souhaitant n’exclure personne pour l'année jubilaire, déclare que le sacrement de la réconciliation donné par les prêtres de la Fraternité sacerdotale Saint-Pie-X, sera valide et licite[54].
- Mardi 8 septembre : promulgation des motu proprio Mitis Iudex Dominus Iesus et Mitis et misericors Iesus du pape François réformant les processus canoniques pour les causes de déclaration en nullité des mariages, respectivement dans le code de droit canonique et dans le Code des canons des Églises orientales[55]. La réforme proposé vise non pas à augmenter les cas de nullité, mais à faciliter la phase judiciaire constatant cette nullité. La réforme introduit plusieurs évolutions dans la pratique antérieure : suppression du jugement de seconde instance jusqu'alors nécessaire pour confirmer le jugement de première instance, réaffirmation de la fonction judiciaire de l'évêque diocésain, composition plus souple du tribunal ecclésiastique chargé de juger les cas de nullité et enfin introduction d'un procès bref pour traiter les cas les plus évidents en moins de trente jours avec comme juge unique l'évêque du diocèse[56].
- Lundi 14 au mercredi 16 septembre : onzième rencontre du conseil des cardinaux. Cette rencontre permet de formaliser une proposition de création d'une neuvième congrégation au sein de la curie romaine chargée des laïcs et de la famille. Cette congrégation pourrait rassembler les conseils pontificaux pour la famille et pour les laïcs ainsi que l'académie pontificale pour la vie qui garderait malgré tout une existence propre au sein du nouveau dicastère. Les cardinaux ont ensuite réfléchi à l'opportunité de la création d'une autre congrégation autour des thèmes de la justice, de la charité et de la paix. La rencontre a également permis d'évaluer les premiers pas du secrétariat pour la communication, de réfléchir aux critères de sélection des nouveaux évêques et de poursuivre les travaux relatifs aux abus sexuels sur des mineurs[57].
- Mardi 22 au dimanche 27 septembre : voyage du pape François aux États-Unis à l'occasion de la rencontre mondiale des familles à Philadelphie.
  - Jeudi 24 septembre : intervention devant le Congrès des États-Unis à Washington[58].
  - Vendredi 25 septembre : intervention devant l'Assemblée générale des Nations unies à New York[59].

### Octobre 2015
- Dimanche 4 au dimanche 25 octobre: XIVe assemblée générale ordinaire du synode des évêques ayant pour thème la mission de la famille dans l'Église et dans le monde.
  - Dimanche 18 octobre : canonisation de quatre saint, dont les époux Louis et Zélie Martin.
  - Jeudi 22 octobre : annonce au cours d'une congrégation générale du synode de la prochaine fusion du Conseil pontifical pour les laïcs avec le Conseil pontifical pour la famille, pour former une seule et unique congrégation. Une commission ad hoc sera constituée pour définir les attributions de ce nouveau dicastère et en préparer les statuts. Ce travail sera présenté lors du prochain conseil des cardinaux de décembre[60].
  - Samedi 24 octobre: adoption par les pères synodaux du rapport final du synode. Les articles, votés un à un sont tous adoptés à la majorité qualifiée des deux tiers.

- Mercredi 28 octobre :
  - 50e anniversaire de la promulgation de la déclaration conciliaire Nostra Ætate, avec l'organisation pour l'occasion d'une conférence internationale par le conseil pontifical pour le dialogue inter-religieux[61].
  - Création de la fondation Gravissimum educationis par un chirographe du pape François[62].
- Samedi 31 octobre : début de la mise en examen de Lucio Ángel Vallejo Balda, et de l'avocate italienne Francesca Chaouqui, respectivement ancien secrétaire et ancien membre de la COSEA[Note 1]. Ces poursuites interviennent dans le cadre de l'enquête sur le vol et la diffusion de documents confidentiels[63], cette affaire appelée par la presse Vatileaks 2 intervenant alors que deux journalistes italiens, Emiliano Fittipaldi et Gianluigi Nuzzi publient en novembre 2015 Avarice et Chemin de croix dans lesquels ils dénoncent les dérives financières et la corruption à la Curie[64]. La salle de presse précise plus tard que la divulgation d'informations n'est en aucun cas une aide pour le Saint-Père[65].

### Novembre 2015
- Mardi 10 novembre : voyage du pape François à Prato puis à Florence, où il rencontre les participants au congrès de l'Église italienne[66].
- Samedi 14 novembre :
  - Officialisation des membres du 14e conseil ordinaire du secrétariat général du Synode des évêques, avec les membres élus lors du dernier synode (les cardinaux Christoph Schönborn, Wilfrid Fox Napier, Óscar Andrés Rodríguez Maradiaga, Peter Kodwo Appiah Turkson, George Pell, Marc Ouellet, Oswald Gracias, Luis Antonio Tagle, Vincent Gerard Nichols et Robert Sarah et les archevêques Charles Joseph Chaput et Bruno Forte) ainsi que les membres nommés par le pape : le patriarche Louis Raphaël Ier Sako, et les archevêques Carlos Osoro Sierra et Sérgio da Rocha)[67].
  - À la suite des attentats du 13 novembre en Île-de-France en France, le pape François par le biais d'un télégramme du cardinal secrétaire d'État Pietro Parolin transmis au cardinal André Vingt-Trois a tenu à condamner toutes les violences et apporter ses prières et sa bénédiction aux Français[68].
- 18 novembre : cérémonie de la recognitio de la Porte Sainte en la basilique Saint-Pierre en présence du chapitre et du cardinal archiprêtre Angelo Comastri, l'extraction du coffret contenant la clef et les poignées de la porte ainsi que l'attestation du jubilé de l'an 2000 faite, Guido Marini s'est vu remettre solennellement les documents et les objets de la « Reconnaissance »[69].
- Mardi 25 au lundi 30 novembre : voyage en Afrique[70] :
  - vu 25 au 27 novembre : au Kenya ;
  - du 27 au 29 novembre : en Ouganda ; et
  - du 29 et 30 novembre : en République centrafricaine, avec en particulier le 29 novembre l'ouverture à la cathédrale de Bangui de la première des portes Saintes quelques jours avant l'ouverture officielle du Jubilé de la Miséricorde faisant ainsi de la capitale centrafricaine, ville ravagée par la guerre et parmi les plus pauvres du monde, « la capitale spirituelle du monde »[71].

### Décembre 2015

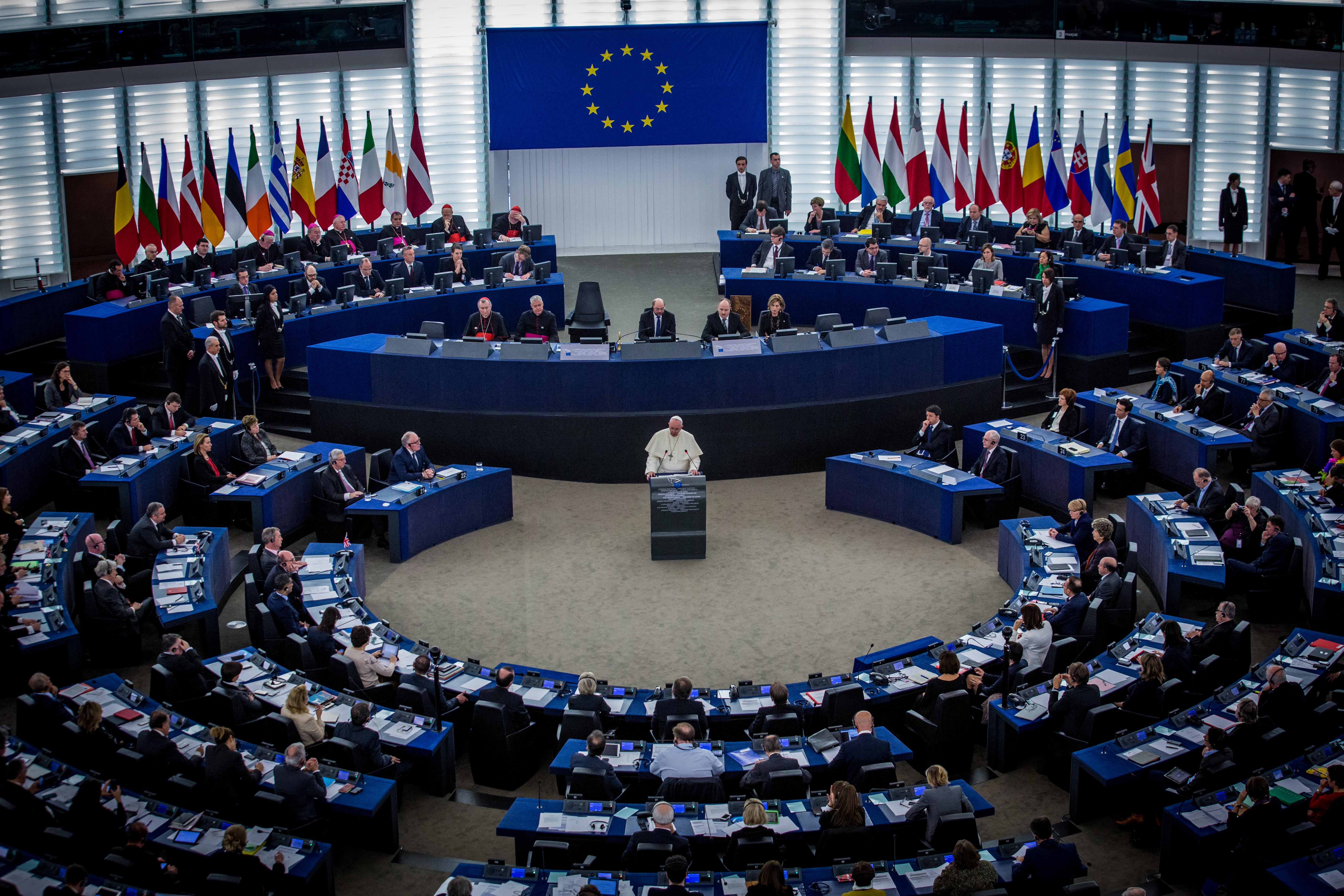
Le pape François devant le parlement européen en 2014.

- Jeudi 3 décembre : érection du diocèse de Guasdualito au Venezuela suffragant de l'Archidiocèse de Mérida, par démembrement du Diocèse de San Fernando de Apure et du Diocèse de Barinas[72].
- Mardi 8 décembre : solennité de l'Immaculée Conception et cinquantième anniversaire de la clôture du concile Vatican II : ouverture de l'Année sainte extraordinaire pour le jubilé de la Miséricorde[20], marquée en particulier par l'ouverture, par le pape François, en présence de son prédécesseur Benoît XVI, de la porte Sainte de la basilique Saint-Pierre[73].
- Jeudi 10 au samedi 12 décembre : douzième rencontre du Conseil des cardinaux. Le conseil a fait le point des chantiers entamés précédemment : création de deux nouvelles congrégations, audit sur les organismes financiers et économiques du Saint-Siège, travail de la commission pontificale pour la protection des mineurs. Il a également auditionné le cardinal Leonardo Sandri, préfet de la Congrégation pour les Églises orientales et commencé à réfléchir à la notion de décentralisation que le pape a reliée à celle de synodalité lors de son discours du 17 octobre à l'occasion des 50 ans de la création du Synode des évêques et qui pourrait servir de « boussole » dans le cadre de la réforme de la curie. Ce thème sera à nouveau inscrit à l'ordre du jour de la prochaine réunion de travail qui aura lieu les 8 et 9 février 2016[74].
- Vendredi 11 décembre : publication d'un rescrit du pape François sur les compétences spécifiques du tribunal de la Rote romaine par rapport aux motu proprio Mitis Iudex Dominus Iesus et Mitis Iudex Misericors Jesus sur la réforme des procédures en nullité des mariages[75].
- Mercredi 23 décembre : attribution du prix Charlemagne 2016 au pape François pour son « encouragement et son message d'espoir pour la paix et le vivre-ensemble », est mise aussi en valeur pour l'attribution son discours devant le parlement européen en novembre 2014[76].
- Mardi 29 décembre érection du diocèse de Barisal par démembrement du diocèse de Chittatong, ce nouveau diocèse est suffragant de l'archidiocèse de Dacca[77].